# 3 a. m. (canción)
«3 a.m.» es el segundo sencillo del álbum Relapse del rapero estadounidense Eminem. El sencillo fue producido por Dr. Dre. La canción fue lanzada en formato iTunes el 28 de abril de 2009. El vídeo musical se lanzó el 2 de mayo de 2009 a las 22 horas por Cinemax. En esta canción se inspiró con "Devil's Son" de Big L

## Recepción
La canción ha sido bien recibida por los críticos. Simon Vozick-Levinson de Entertainment Weekly dio a la canción un examen positivo, mientras que él dijo: "Esto es, más o menos, el Eminem que he estado esperando (...) nadie encuentra la poesía de la violencia como Marshall". Dijo "cuando está rapeando con un acento ridículo, por alguna razón (...) él es más ofensivo verbalmente, el sociópata más elocuente del mundo." Joseph Barracato de The New York Post también comentó sobre la canción, así como los otros sencillos de Relapse, dando opiniones positivas con respecto a la canción y el regreso del rapero. Allmusic también criticó la pista como muy buena.

## Posición en las listas
"3 a.m." debutó en el número 32 en el Billboard Hot 100, vendiendo 66.000 descargas en la primera semana.
| Listas (2009)                 | Mejor posición |
| ----------------------------- | -------------- |
| Australian ARIA Singles Chart | 38             |
| Canadian Hot 100              | 24             |
| UK Singles Chart              | 56             |
| U.S. Billboard Hot 100        | 32             |
| U.S. Billboard Pop 100        | 37             |

## Remix de Travis Barker
El baterista de blink-182, Travis Barker creó un remix de 3 a. m. el 29 de mayo de 2009 que fue lanzado a través de su cuenta de YouTube, así como en el sitio web oficial de Eminem. De acuerdo con una entrevista de RapRadar, Travis Barker explicó cómo se produjo la canción, diciendo que "Paul Rosenberg me había golpeado y dijo que ese tipo de Em escuchó en su cabeza una especie de remix de rock que ya existen. Me dejaron una puñalada clavada y el resto es historia". También señaló que "va a estar disponible en www.eminem.com como un lanzamiento especial". Fue lanzado en iTunes el 11 de agosto de 2009. El remix de Travis Barker ha recibido una buena recepción y ha sido tocada bastante en Los Ángeles y la estación de radio alternativa KROQ.